# NGC 7339
NGC 7339 é uma galáxia espiral barrada (SBbc) localizada na direcção da constelação de Pegasus. Possui uma declinação de +23° 47' 11" e uma ascensão recta de 22 horas, 37 minutos e 47,0 segundos.
A galáxia NGC 7339 foi descoberta em 19 de Setembro de 1784 por William Herschel.